# Fromont
Fromont és un municipi francès, situat al departament de Sena i Marne i a la regió de Illa de França. L'any 2007 tenia 229 habitants.
Forma part del cantó de Fontainebleau, del districte de Fontainebleau i de la Comunitat de comunes Pays de Nemours.

## Demografia

### Població
El 2007 la població de fet de Fromont era de 229 persones. Hi havia 91 famílies, de les quals 25 eren unipersonals (17 homes vivint sols i 8 dones vivint soles), 29 parelles sense fills i 37 parelles amb fills.
La població ha evolucionat segons el següent gràfic:
Habitants censats

### Habitatges
El 2007 hi havia 105 habitatges, 87 eren l'habitatge principal de la família, 14 eren segones residències i 4 estaven desocupats. Tots els 104 habitatges eren cases. Dels 87 habitatges principals, 77 estaven ocupats pels seus propietaris i 9 estaven llogats i ocupats pels llogaters; 1 tenia dues cambres, 12 en tenien tres, 14 en tenien quatre i 59 en tenien cinc o més. 70 habitatges disposaven pel capbaix d'una plaça de pàrquing. A 43 habitatges hi havia un automòbil i a 41 n'hi havia dos o més.

### Piràmide de població
La piràmide de població per edats i sexe el 2009 era:
| Homes | Edats   | Dones |
| ----- | ------- | ----- |
| 0     | 95 o +  | 0     |
| 0     | 90 a 94 | 0     |
| 0     | 85 a 89 | 4     |
| 0     | 80 a 84 | 0     |
| 12    | 75 a 79 | 4     |
| 8     | 70 a 74 | 4     |
| 4     | 65 a 69 | 0     |
| 4     | 60 a 64 | 4     |
| 0     | 55 a 59 | 0     |
| 4     | 50 a 54 | 0     |
| 8     | 45 a 49 | 8     |
| 4     | 40 a 44 | 8     |
| 4     | 35 a 39 | 0     |
| 12    | 30 a 34 | 16    |
| 4     | 25 a 29 | 8     |
| 0     | 20 a 24 | 8     |
| 8     | 15 a 19 | 0     |
| 0     | 10 a 14 | 4     |
| 4     | 5 a 9   | 0     |
| 0     | 0 a 4   | 8     |

## Economia
El 2007 la població en edat de treballar era de 133 persones, 110 eren actives i 23 eren inactives. De les 110 persones actives 102 estaven ocupades (57 homes i 45 dones) i 7 estaven aturades (2 homes i 5 dones). De les 23 persones inactives 7 estaven jubilades, 7 estaven estudiant i 9 estaven classificades com a «altres inactius».

### Ingressos
El 2009 a Fromont hi havia 84 unitats fiscals que integraven 209,5 persones, la mediana anual d'ingressos fiscals per persona era de 25.235 €.

### Activitats econòmiques
Dels 13 establiments que hi havia el 2007, 1 era d'una empresa extractiva, 1 d'una empresa de construcció, 2 d'empreses de comerç i reparació d'automòbils, 1 d'una empresa d'informació i comunicació, 2 d'empreses financeres, 4 d'empreses de serveis i 2 d'empreses classificades com a «altres activitats de serveis».
L'any 2000 a Fromont hi havia 12 explotacions agrícoles que ocupaven un total de 1.440 hectàrees.

## Equipaments sanitaris i escolars
El 2009 hi havia una escola elemental integrada dins d'un grup escolar amb les comunes properes formant una escola dispersa.

## Poblacions més properes
El següent diagrama mostra les poblacions més properes.